# Klenovac (Petrovac)
Klenovac (szerbül: Кленовац) falu Bosznia-Hercegovinában, Bosanska krajina területén, a Szerb Köztársaságban. A daytoni békeszerződés után megosztott Klenovac településenek a Szerb Köztársaság területéhez tartozó, kis része.

## Fekvése
Bosznia-Hercegovina nyugati részén, Banja Lukától légvonalban 66, közúton 110 km-re délnyugatra, községközpontjától 4 km-re északnyugatra, a Petrovaci-mező keleti részén, Drinić és Bara között található. A település a Bosanski Petrovac - Ključ út mentén található. A fiatalabb településekhez tartozik. A házak egymás mellett helyezkednek el, a település úti település jellegű. Nincsenek források, a település víztelen.

## Népessége
| Nemzetiségi csoport | Népesség 1991 | Népesség 2013 |
| ------------------- | ------------- | ------------- |
| Szerb               | 224           | 15            |
| Bosnyák             | 0             | 0             |
| Horvát              | 1             | 0             |
| Jugoszláv           | 1             | 0             |
| Egyéb               | 3             | 0             |
| Összesen            | 229           | 15            |

## Története
Az ókorban itt vezetett át az a római út, amely Dalmáciából a Szana völgyébe vezetett. A középkorban ez a terület a horvát-magyar állam része volt, majd 1463-ban ez a terület is az oszmán állam része lett. Területe 1878-ig tartozott az Oszmán Birodalomhoz, majd az Osztrák-Magyar Monarchia része lett. A monarchia szétesésével 1918-ben előbb a Szerb-Horvát-Szlovén Királyság, majd 1929-től a Jugoszláv Királyság része. A Jugoszláv Királyságban a falu a Vrbaska banovina része volt. Jugoszlávia megszállása után a falu a Független Horvát Állam (NDH) része, majd 1945-től a szocialista Jugoszlávia része volt.
Az áprilisi megszállás és Jugoszlávia 1941-es kapitulációja után ez a falu, valamint az egész Petrovac régió tragikus eseményeket élt át. Megalakult a Független Horvát Állam kormánya, így a csendőrség is Klenovacon kapott helyet. Július 27-én az usztasák elfogtak néhány helyi lakost, vagy ők maguk adták fel magukat, nem gondolva, hogy a hatóságok ilyet tehetnek, és a csendőrlaktanyába zárták őket. Másnap, július 28-án történt a vidék történetének legnagyobb háborús bűne melyet békés, ártatlan falusiak ellen hajtottak végre. Valamennyi elfogottat lelőtték a csendőrállomás közvetlen közelében. Ezt követően a lakosság csatlakozott a felkelőkhöz, akik akkoriban kezdték meg tevékenységüket Drvar környékén.Ebben a csatában sok harcos és civil vesztette életét. Tiszteletükre emlékművet állítottak, amely Jugoszlávia összeomlása után leromlott.
A település 1995 szeptemberéig a boszniai szerb katonai egységek ellenőrzése alatt állt. A boszniai háborút lezáró daytoni békeszerződés rendelkezése alapján az ország területét felosztották a Bosznia-hercegovinai Föderáció és a boszniai Szerb Köztársaság között, ennek során a település nagyobbik része a föserációhoz került, csak egy kisebb terület került Szerb Köztársasághoz. Lakói mezőgazdasággal és erdészeti munkákkal foglalkoznak.